# Peclers

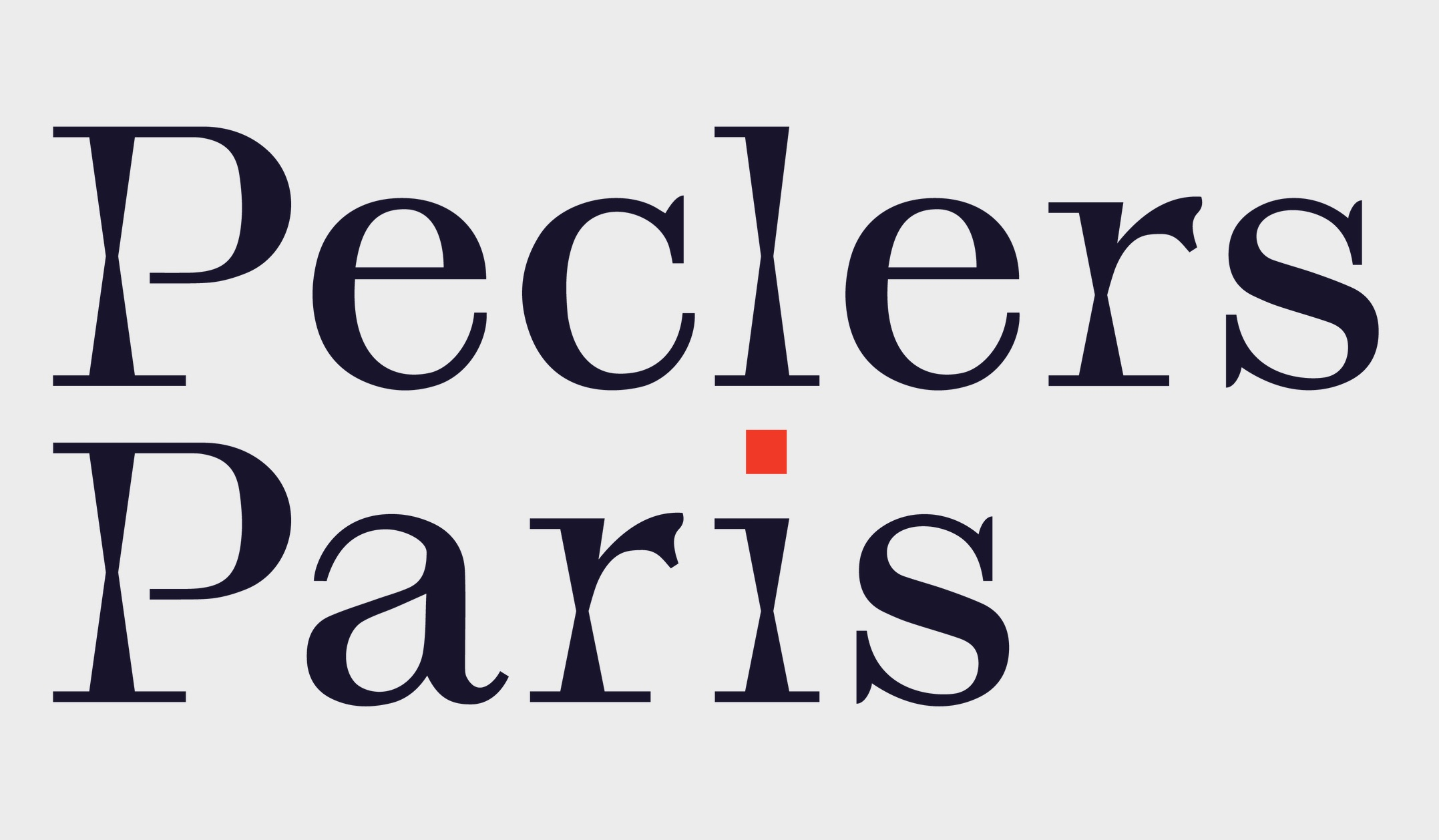

Peclers Paris est une agence de conseil en tendances, innovation, style et prospective fondée en 1970 par Dominique Peclers,.

## Activités
Peclers Paris aide ses clients à définir et mettre en œuvre leurs stratégies de marque, de style, d’innovation et de développement de nouveaux produits au travers des activités suivantes :
- Cahiers de tendance[3],[4]
- Analyse prospective de tendances[5]
- Stratégie de marque et de style
- Conseil en style

Peclers est présent à Paris, New York, Shanghaï et dans 30 autres pays.

## Histoire
PeclersParis a été créé en 1970 par Dominique Peclers, puis rejoint le groupe WPP en 2003.
En 2001, Peclers s'étend aux États-Unis avec l'ouverture d'un bureau à New York. Le premier bureau permanent chinois ouvre à Shanghai en 2010 suivi en 2015 par Guangzhou.